# Ігубаєво
Ігуба́єво (рос. Игубаево, башк. Игөбай) — присілок у складі Кугарчинського району Башкортостану, Росія. Входить до складу Ібраєвської сільської ради.
Населення — 172 особи (2010; 173 в 2002).
Національний склад:
- башкири — 87%